# Jardin botanique du Val Rahmeh
Le jardin botanique du Val Rahmeh est situé à Menton (Alpes-Maritimes). D'une superficie de 15 000 m2, il fait partie du Muséum national d'histoire naturelle (MNHN). Il se situe à 50 mètres d'altitude moyenne, en contrebas du boulevard Garavan, et voisine avec le parc départemental du Pian, à l'Est. La mer Méditerranée est à 250 mètres au sud.

## Histoire

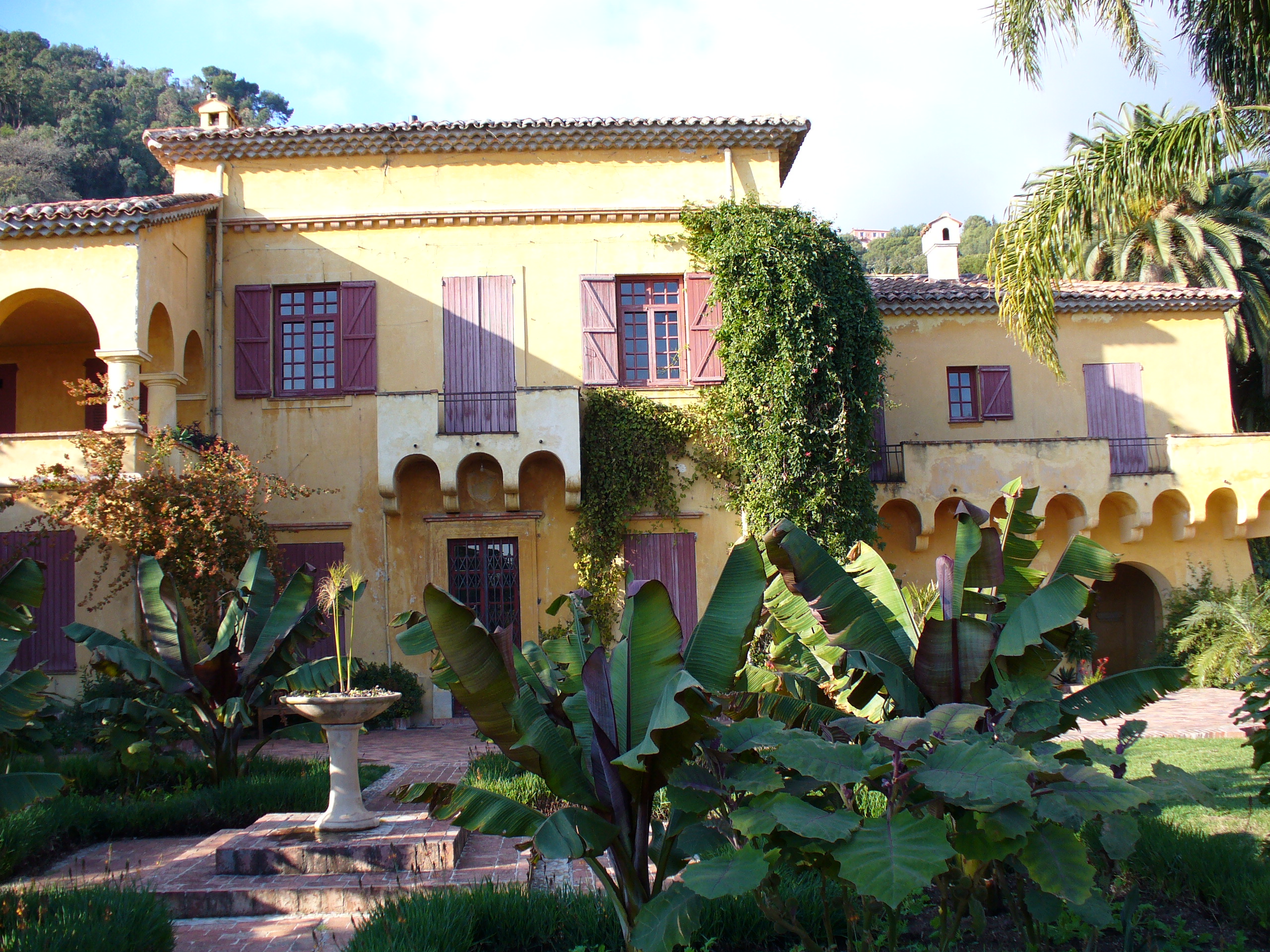
Les laboratoires et bureaux du jardin.

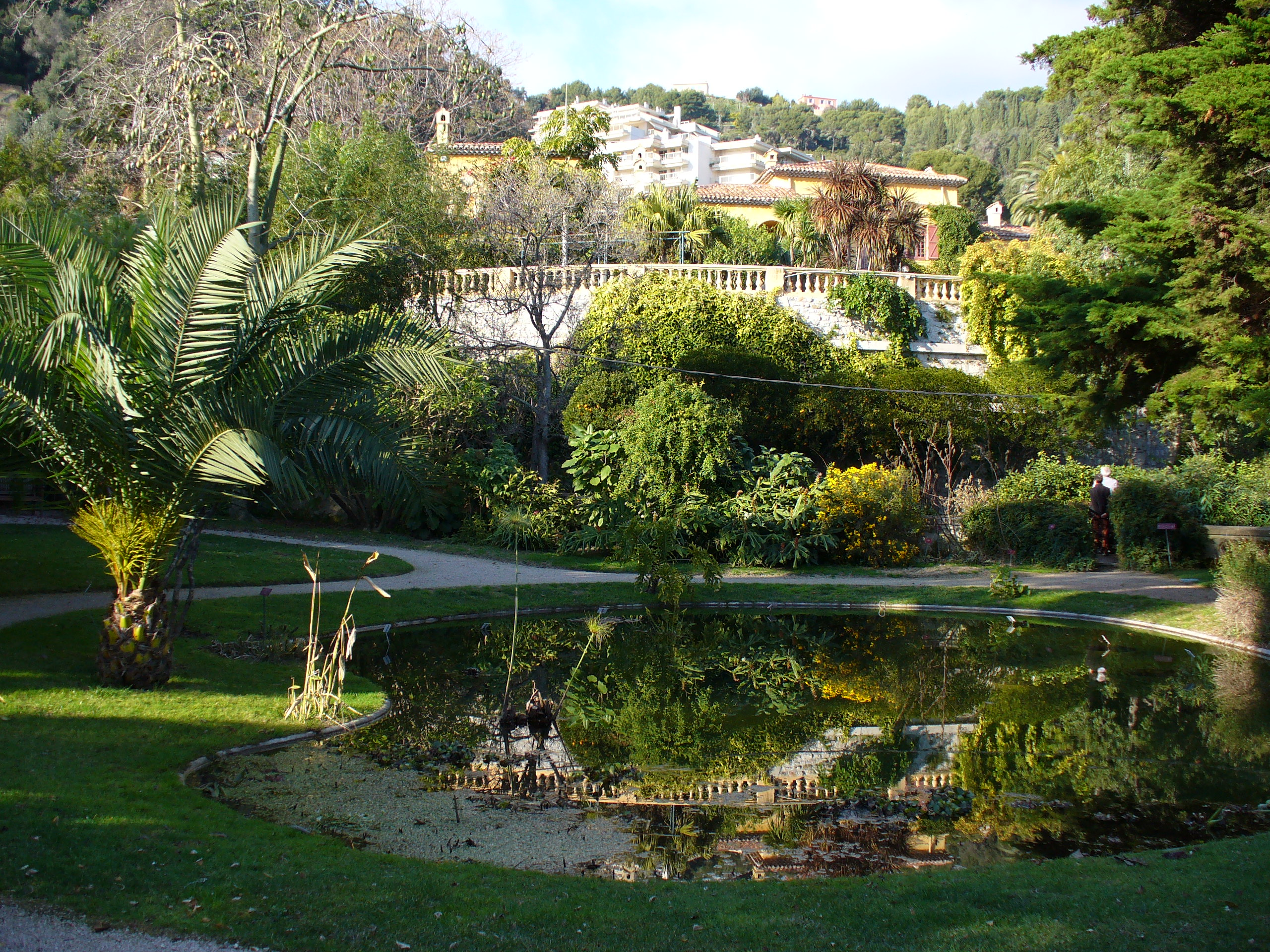
Le bassin, aux pieds de la terrasse.

Le Val Rahmeh est à l'origine une petite propriété avec quelques terres et une villa de style italo-provençal bâtie par la famille mentonnaise des De Monléon au XIXe siècle. 
En 1905, la propriété est rachetée par Sir Percy Radcliffe, ancien gouverneur de Malte, dont l'épouse s'appelait Rahmeh (« charitable » en arabe). Le couple s'emploie à agrandir la villa mais surtout le jardin, en rachetant des parcelles voisines. Ils gardent quelques-uns des oliviers plantés sur les terres acquises (aujourd'hui arbres quadricentenaires), mais font surtout planter de nombreuses espèces de climat méditerranéen et subtropical, notamment les Dattiers des Canaries Phoenix canariensis qui bordent l'allée principale. 
Divers propriétaires se succèdent jusqu'en 1957, date à laquelle Miss May Bud Campbell, riche anglaise passionnée de botanique et surnommée « la dame aux daturas », achète le site. Elle renomme la villa Casa rossa, agrandit le domaine dans sa partie inférieure et enrichit le jardin de nombreuses espèces exotiques, particulièrement des Solanacées qu'elle affectionne. Très endettée, elle est contrainte de vendre la propriété que l'État français achète le 3 mars 1966 pour l'attribuer au Muséum national d'histoire naturelle. Le jardin ouvre ses portes au public dès 1967.
Sous la tutelle du Muséum, le jardin remplit les missions de conservation, d'acclimatation, de diffusion des connaissances et de formation. Il participe également aux échanges internationaux entre jardins et aux grand rendez-vous culturels et botaniques (Journées du Patrimoine, Fête de la Nature, Rendez-vous aux jardins...)

## Plantations
Le jardin possède une collection de plantes exceptionnelles pour sa latitude. Menton, et spécialement la baie de Garavan, possède un climat particulièrement doux et ensoleillé même en hiver, et une humidité régulière, offrant un havre pour des plantes subtropicales et tropicales qui ne pourraient pas pousser ailleurs en France. Les collections alternent plantes de climat méditerranéen (Californie, Chili, Afrique du Sud, Sud-ouest australien et Bassin méditerranéen bien-sûr) et de climats subtropical et tropical (Antilles, Mexique, Brésil, Inde, Chine, Japon, Australie ou encore Nouvelle-Zélande) dans diverses zones correspondant à des exigences écologiques spécifiques (tropiques humides, tropiques secs, bassin d'eau...). On trouve ainsi de nombreuses espèces dites succulentes (cactus, agaves, aloès...), des daturas et autres plantes magiques, des oliviers quadricentenaires, des Palmiers (Arécacées) et de multiples fougères arborescentes (Cyathéacées). Aux côtés de la collection d'agrumes, un potager regroupe des espèces comestibles du monde entier (litchi, goyave, poire-melon, taro...) et un bassin accueille des Victoria cruziana (un nénuphar géant dont les feuilles peuvent dépasser les 2 mètres de diamètre). 
Il comprend des spécimens de plusieurs plantes éteintes dans leur milieu naturel, en particulier le Sophora toromiro, originaire de l'île de Pâques.

## Tourisme
Proche du bord de mer, le jardin botanique du Val Rahmeh est aussi une destination touristique. Ouvert tous les jours sauf le mardi, il accueille quelque 15 000 visiteurs par an. Des visites guidées, réalisées par les jardiniers, sont proposées. L'établissement accueille parfois des expositions, dans le jardin comme dans la villa. 

## Galerie

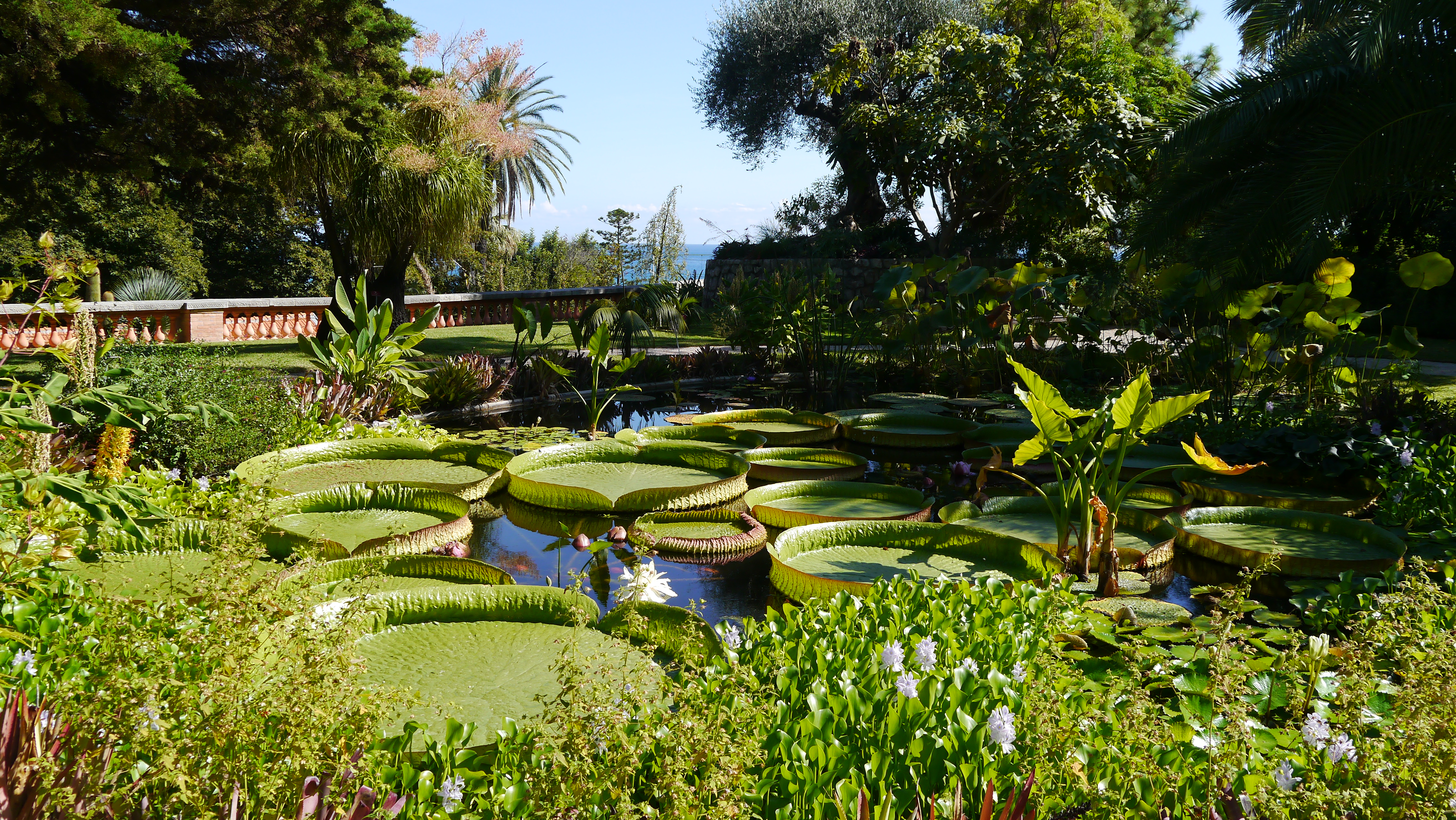
Le bassin planté de nénuphars géants et de jacinthes d'eau, tous deux originaires d'Amazonie, fait la renommée du jardin.
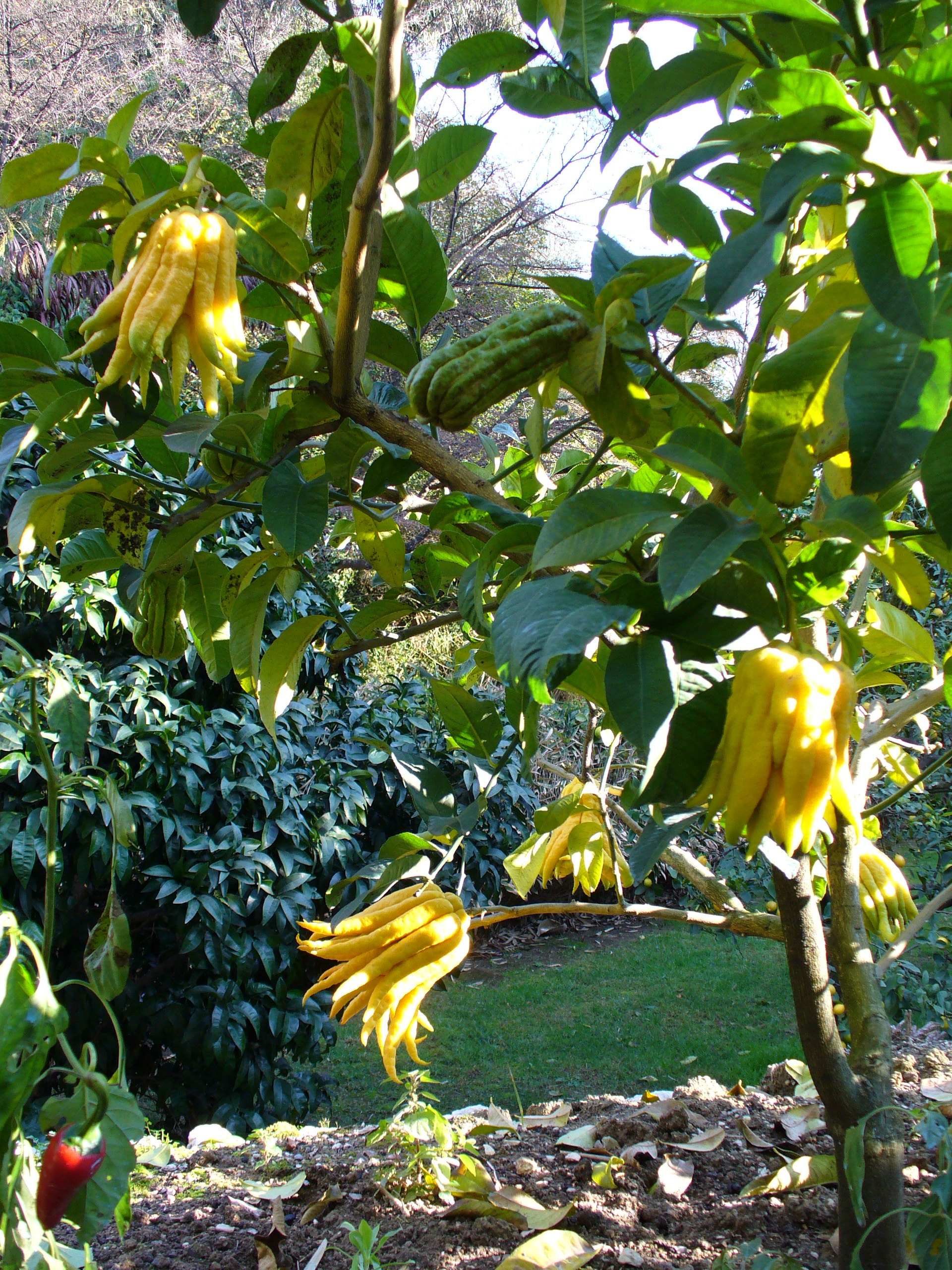
Le cédratier « main de Bouddha » du jardin fait partie des curiosités du Val Rahmeh.
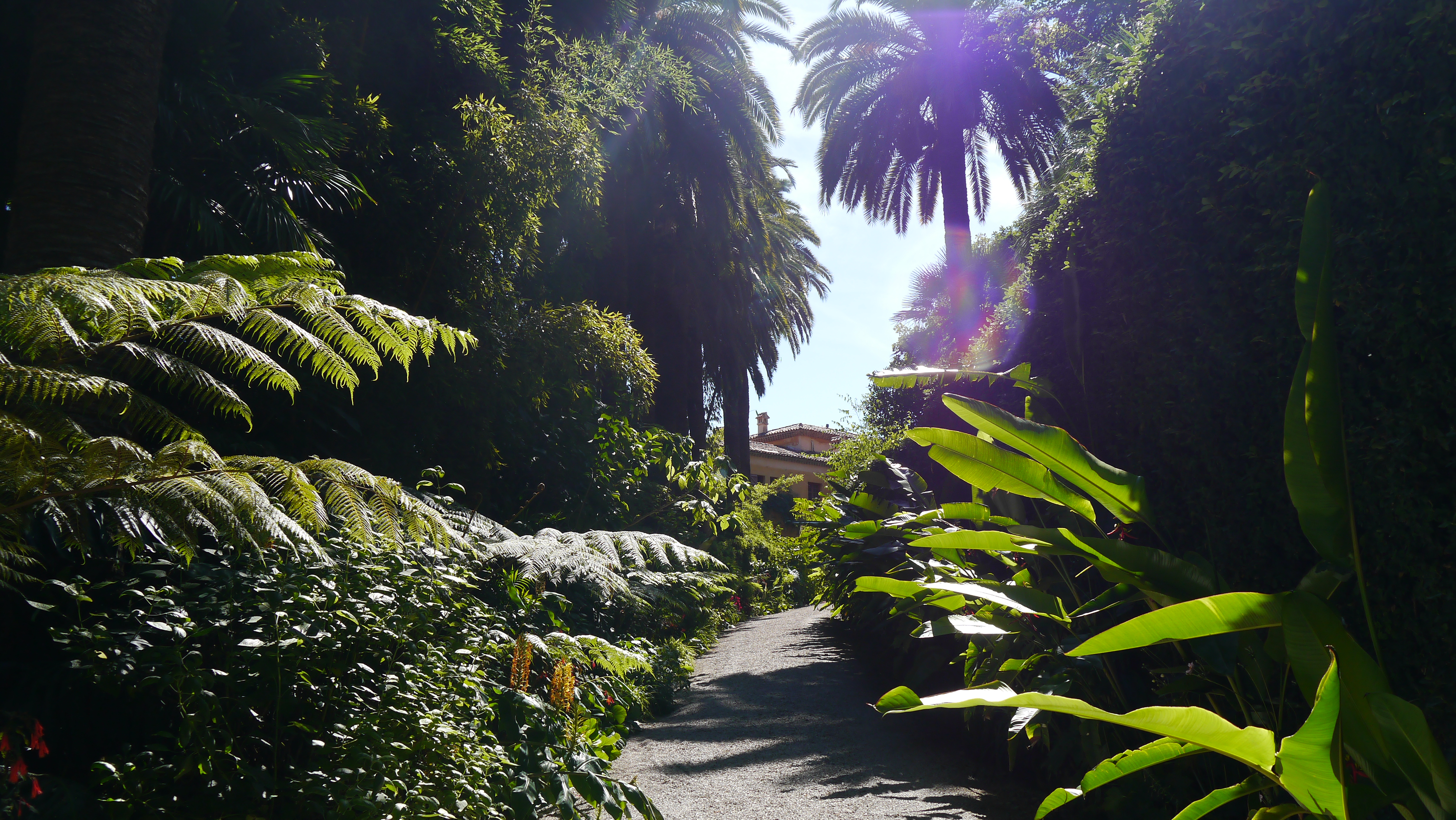
Le chemin d'entrée entouré d'heliconias, de fuchsia et de fougères arborescentes.
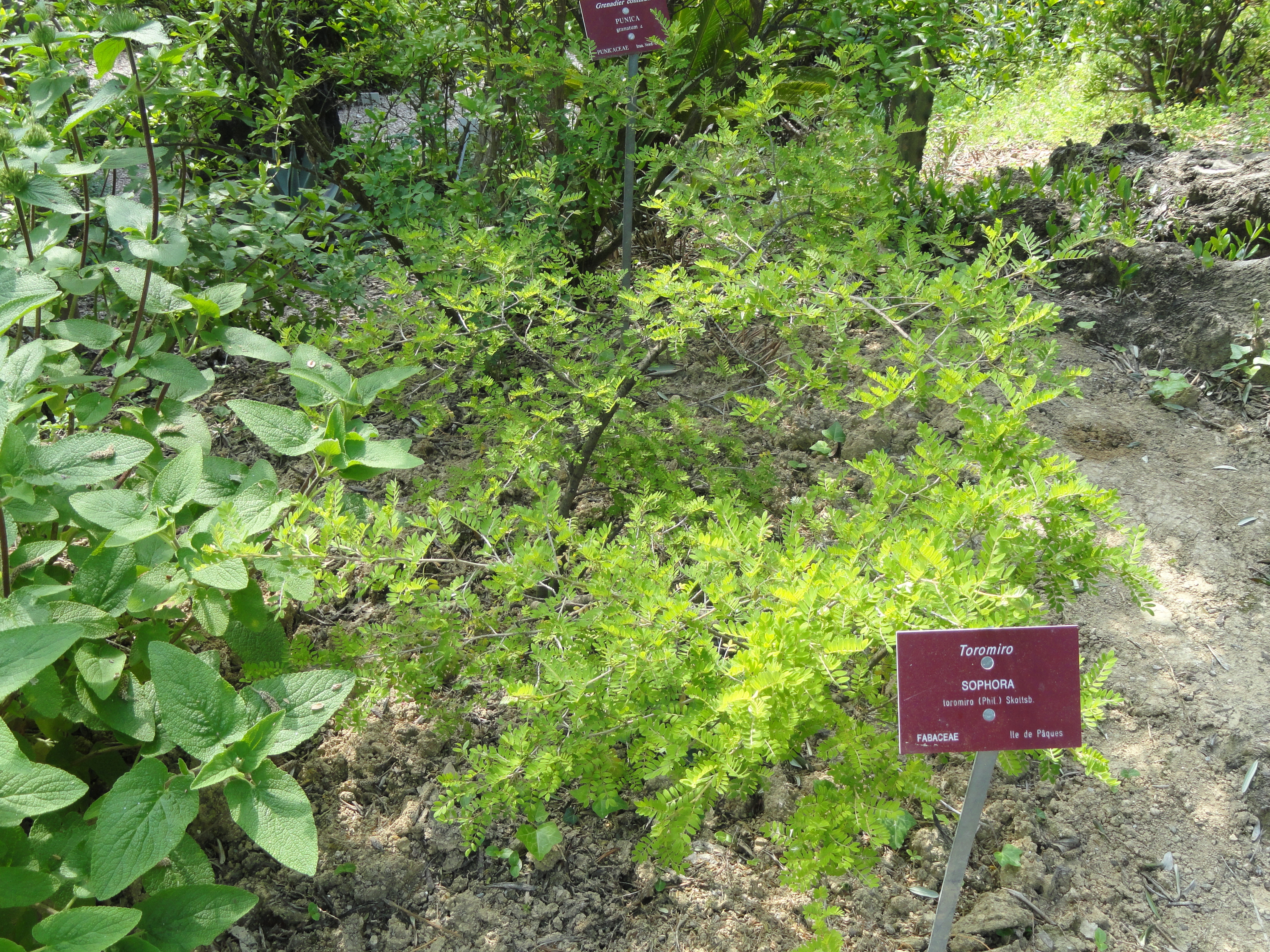
Un pied du rarissime Sophora toromiro.
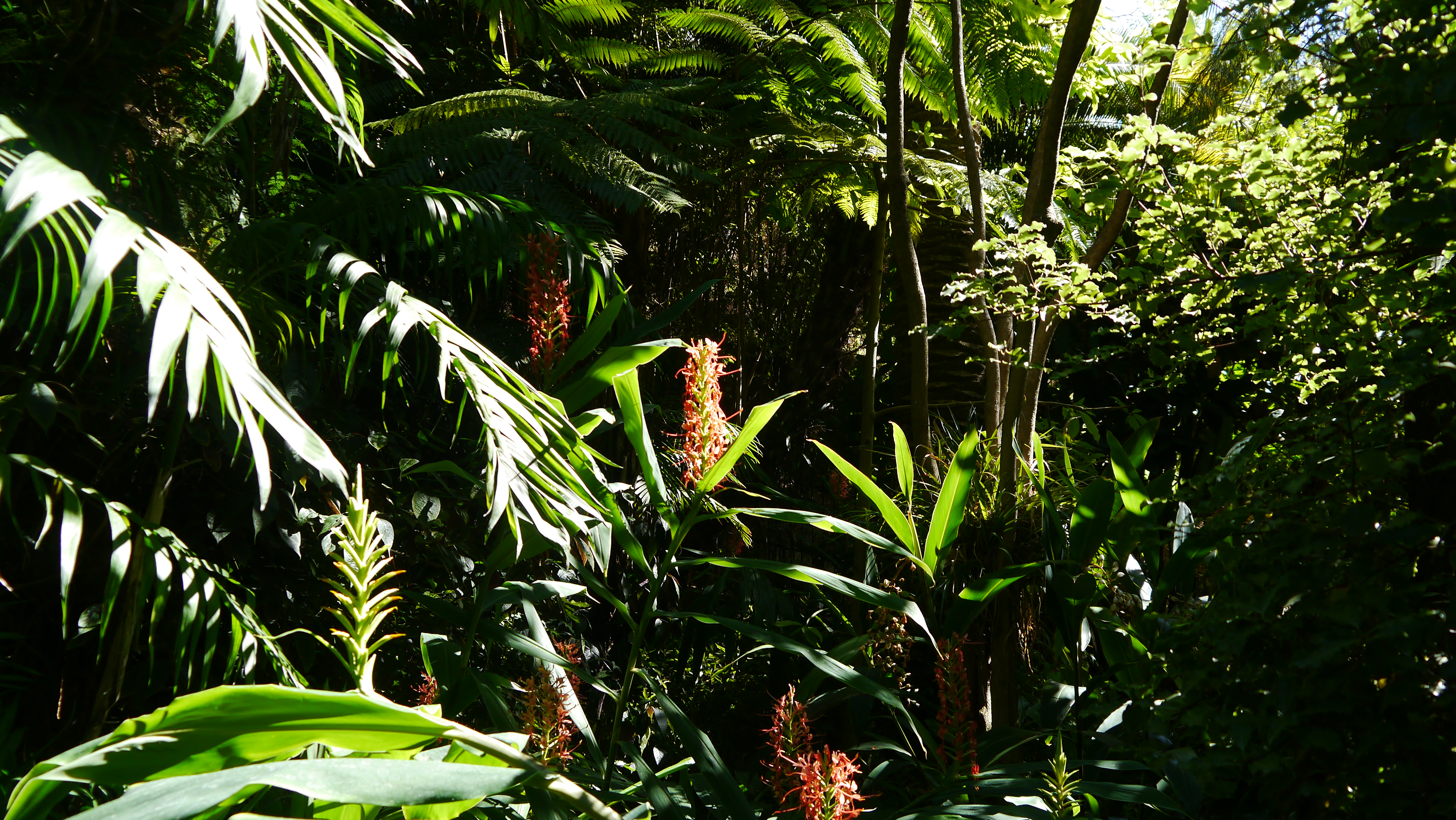
Diverses espèces de gingembres ornementaux poussant dans un sous-bois.
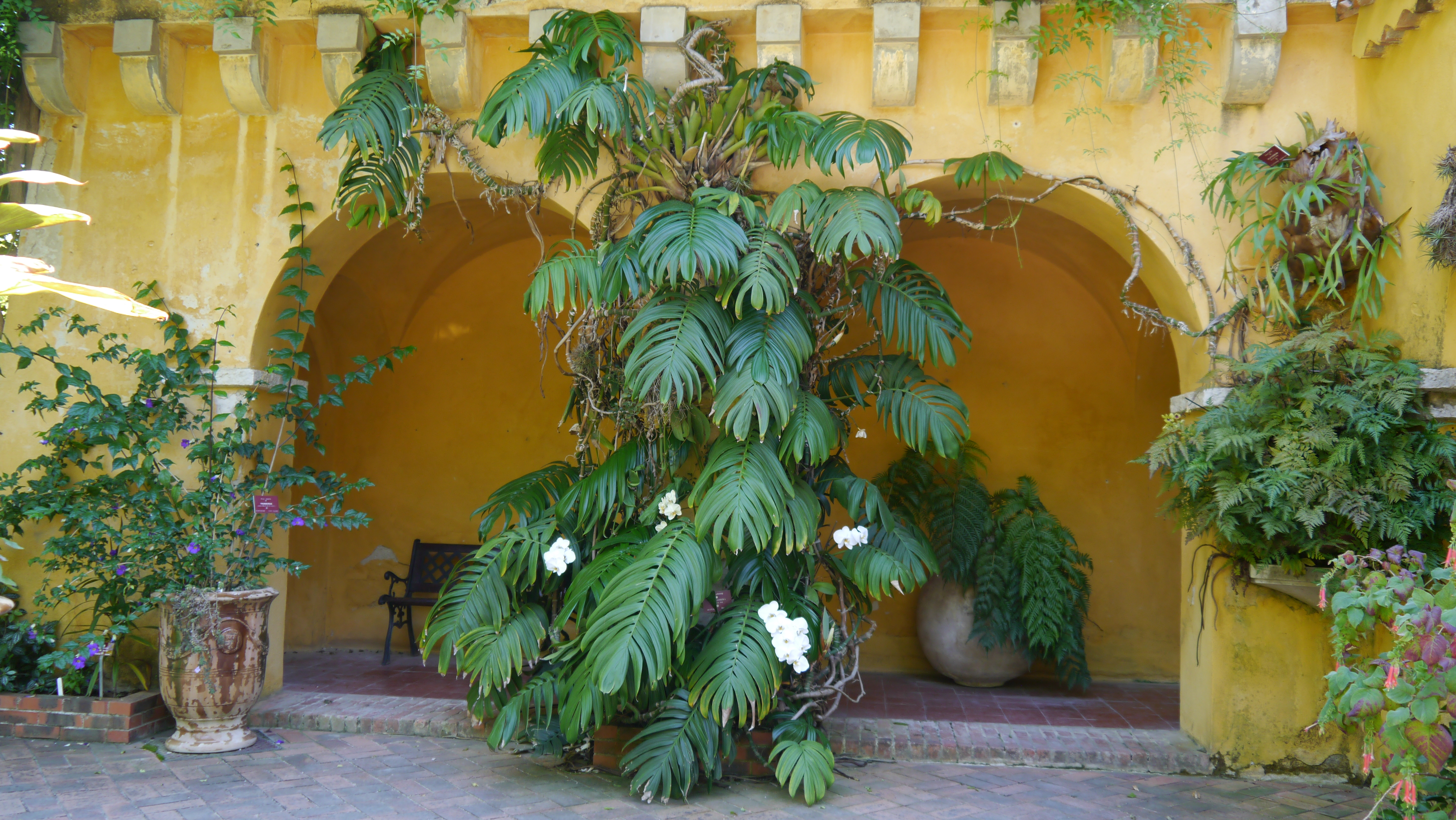
Un Epipremnum poussant sur l'un des murs du bâtiment principal du jardin.